# Maligny (Côte-d’Or)
Maligny település Franciaországban, Côte-d’Or megyében. Lakosainak száma 175 fő (2022. január 1.). Maligny Saint-Prix-lès-Arnay, Saint-Pierre-en-Vaux, Viévy, Foissy, Lacanche és Magnien községekkel határos.

## Népesség
A település népességének változása:
| Lakosok száma | 319  | 254  | 202  | 205  | 215  | 210  | 212  | 191  | 180  | 175  |
|               | 1968 | 1982 | 1990 | 2006 | 2013 | 2015 | 2017 | 2019 | 2020 | 2022 |